# Bartenberg
Bartenberg ist eine Streusiedlung in der Gemeinde Diersbach in Oberösterreich (Bezirk Schärding). Die Ortschaft hat 39 Einwohner (Stand 1. Jänner 2024).

## Geographie
Bartenberg ist eine Streusiedlung der Gemeinde Diersbach, die rund fünf Kilometer ostnordöstlich des Ortszentrums von Diersbach entfernt im östlichen Bereich des Gemeindegebietes liegt. Bartenberg ist dabei Teil der Katastralgemeinde Angsüss. Bartenberg wird im Nordwesten und Westen vom Aubach und im Nordosten und Osten vom Beckenbach begrenzt, im Süden begrenzt Der Weiler ist mit dem Hauptort der Gemeinde über die Bergstraße verbunden, der bewaldete Südabhang des Hochdipoltsberges die Ortschaft. Von der Statistik wird zur Streusiedlung Bartenberg die Rotte Hochdipoltsberg gezählt. Neben dieser Ortschaft wurden in früherer Zeit auch die Einzellagen Bartenberg, Jobst und Reindlmühle extra ausgewiesen. Bartenberg ist vom Ortszentrum von Diersbach über die Diersbacher Bezirksstraße (L 1170) und in der Folge über eine Gemeindestraße erreichbar. Weitere Landesstraßen in nächster Nähe der Ortschaft sind die östlich vorbeilaufende Sighartinger Bezirksstraße (L 1139) und die südöstlich verlaufende Enzenkirchener Bezirksstraße (L 1135). Nachbarorte von Bartenberg sind Leithen im Norden, Raffelsdorf im Nordosten, Dürnberg im Osten (alle Gemeinde Kopfing im Innkreis), Hochegg im Süden, Mitterndorf im Westen und Eden im Nordwesten (alle Gemeinde Diersbach).

## Geschichte und Bevölkerung
Urkundlich wurde Bartenberg 1170 erstmals als Bartinberge genannt, wobei es sich bei dem Ortsnamen um einen gefügten „-berg“ Besitzernamen vom bairisch-althochdeutschen Personennamen Parto handelt. Bartenberg dürfte im 12. Jahrhundert ein Freisitz gewesen sein. Die Rotte Hochdiepoltsberg entstand erst in der zweiten Hälfte des 19. Jahrhunderts, als sich auf dem ehemaligen Gebiet des Maiergutes mehrere Kolonisten ansiedelten. Die Reindlmühle befindet sich westlich am Aubach. 1871 wurde der Hochdipoltsberg nach Kopfing ausgepfarrt, der übrige Teil von Bartenberg wurde 1960 ebenfalls der Pfarre Kopfing zugeschlagen.
In Bartenberg lebten 1869 59 Menschen in 10 Häusern. Bis zum Jahr 1910 stieg die Einwohnerzahl auf 69 Personen, wobei die Ortschaft auf 11 Gebäude gewachsen war. Zu diesem Zeitpunkt lebten lediglich Katholiken in der Gemeinde, das Geschlechterverhältnis war nahezu ausgeglichen. Bis 1923 stieg die Einwohnerzahl des Dorfes weiter leicht auf 75 Personen, wobei die Anzahl der Gebäude mit 11 gleich geblieben war. In diesem Jahr weist die Statistik auch eine Unterteilung des Ortsteils Bartenberg aus. So gehörten zu Bartenberg neben dem Weiler Bartenberg mit zwei Häusern und 14 Einwohnern auch die Rotte Hochdipoltsberg mit acht Häusern und 54 Einwohnern und die Kaindlmühle mit einem Gebäude und sieben Einwohnern. Bartenberg schrumpfte in der Folge, wobei 1951 nur noch 53 Menschen im Ortsteil lebten und 12 Gebäude gezählt wurden. Die Einöde Bartenberg wies dabei zwei Gebäude mit neun Einwohnern auf, der Weiler Hochdipoltsberg acht Gebäude mit 39 Einwohnern und die Kaindlmühle zwei Gebäude mit fünf Einwohnern. 1971 wies der Ort 13 Gebäude auf, wobei die Einwohnerzahl leicht auf 59 Personen gestiegen war. Während die Zahl der Häuser in Bartenberg und der nun als Reindlmühle bezeichneten Kaindlmühle gleich geblieben war, umfasste die nun wieder als Rotte klassifizierte Siedlung Hochdipoltsberg neun Häuser. Die Einwohnerzahl war in Bartenberg auf 12 Personen gestiegen, in der Reindlmühle auf drei gesunken. In Hochdipoltsberg lebten 44 Menschen. 1981 wurde neben den bisherigen Ortsteilen auch die Einzellage Jobst ausgewiesen, wobei diese ebenso wie Bartenberg und die Reindlmühle jeweils zwei Gebäude umfasste. Hochdipoltsberg hatte immer noch neun Gebäude. Während im gesamten Ortsteil 55 Menschen lebten wies Hochdipoltsberg 30, Bartenberg 11, Jobst 10 und Reindlmühle vier Einwohner auf. 2001 setzte sich der Ortsteil aus insgesamt 17 Häusern zusammen, wobei 12 Gebäude mit Hauptwohnsitzen und 20 Wohnungen gezählt wurden. Die 17 Haushalte beherbergten 51 Einwohner. Des Weiteren gab es acht land- und forstwirtschaftliche Betriebsstätten in Bartenberg. 2011 beherbergte die Ortschaft 50 Einwohner.